# علي سورمالي
علي سورمالي (باللغة التركية :Ali Sürmeli) (من مواليد 7 أبريل 1959 -) هو ممثل تركي من أصل كردي زازا. اشتهر علي سورمالي بأدائه دور البطولة المطلقة بدور شرف زازا اوغلو في مسلسل وادي الذئاب . مثل في وادي الذئاب من الجزء الرابع إلى الجزء السابع 
أصيب بنزيف في المخ بسبب ارتفاع ضغط الدم في 28 سبتمبر 2020.

## سيرة شخصية
علي سومالي أصله من قرية موش - فارتو عمريان. كان والده ساعي بريد خدم في العديد من مدن الأناضول. تم العثور عليه في Solhan و Karlıova و Elazığ و Palu و Doğancılar و Diyarbakır و Bursa بسبب واجبات والده.  تخرج من جامعة المعمار سنان للفنون الجميلة (MSGSÜ) كونسرفتوار الدولة «المسرح» (1985)، عمل الفنان في مسرح الشارع، مسرح Dostlar والمديرية العامة للمسارح الدولة. لعب في الأفلام والمسلسلات التلفزيونية. وكان أول دور قيادي في عام 1995، من إخراج Tülay Eratalay ، DUS، Gerçek، وبير دي Sinema . تم الاعتراف به على شاشة التلفزيون بمسلسله التلفزيوني Deli Yürek .نقش في الذكريات شخصية العم زازا، الذي منحه الحياة في المسلسل التلفزيوني وادي الذئاب. أخيرًا، بدأ في القيام بدور Doğan Baba في المسلسل التلفزيوني Eşkıya Will Can Become the World of World.

## بعض المسرحيات التي مثل فيها
- أنتيجون: سوفوكليس - مسرح ولاية إسطنبول - 2011
- بين فريق القدم: مكسيم جوركي - مسرح إسطنبول الحكومي

## المسرحيات التي أخرجها
- المصور العثمانية التاريخ: تورغوت أوزاكمان - ازميت مسرح Lehir - 2009
- يسار ن يسار لا يعيش: عزيز نسين - مسرح الدولة في ديار بكر - 2005
- مهرجان في القهوة: صباح الدين قدرت أكسال - ضيف كاست - 2000

## أعمالاسمي فرح(2023) أورهان كوقطاع الطرق لن يحكموا العالم(2020) ولدوا بدون يتيم
- الحفرة (2019) Elegant / Lifeless (ضيف ممثل)
- اصطدام (2019) Elegant / Lifeless
- القرنفل الأبيض (2014) برهان كوركماز
- قانون الذئاب (2012) درويش بتلر
- وادي الذئاب (2009-2012) شرف زازا اوغلو
- مهنة الأب (2008-2009) سيفي إيفي
- ريح الشمال (2007) انهيار
- من أجلك (2007)
- المنفى إلى الحب (2006) ايلاندر
- بعد المطر (2006) البائع نوري كاروزو
- كين وروز (2005)
- الشيطان في التفاصيل (2004)
- الاجتماع الكبير (2004)
- لؤلؤة المدينة (2003)
- حريم سلطان (2003) سليمان القانوني
- ديلي يوريك (1999-2001) تورغاي أتاكان
- التحرير (1996)

### فيلم فتوغرافي مختارة
- Mucize 2: Aşk: 2019
- هيب يك 3: 2019
- Vezir Parmağı: 2017
- Babaların Babası: 2016
- ميوزيزي: 2014
- Açlığa Doymak: 2012
- بيرسيس بولر جيسي: 2012
- New York'ta Beş Minare: 2010
- Takiye: الله Yolunda: 2010
- كولباتشينو: 2009
- Güneşi Gördüm: 2009
- جيرداب: 2008
- Hoşçakal Güzin: 2008
- باهوز (فيرتينا): 2007
- بياز ملك: 2007
- حواء جيدن يول: 2006
- أوموت أداسي: 2006
- سيناف: 2006
- شلال: 2001
- الابن: 2001
- حشو وسيمين: 2000
- دبلومات Kaçıklık: 1998
- بيتزا كاريشيك: 1998
- حياة بازن تاتليدير: 1996
- Düş، Gerçek، Bir de Sinema: 1995
- سوككتاكي آدم: 1995
- بابام اسكيردي: 1994
- مذكرة هوش: 1993
- مافي سورغو: 1993
- Gece Dansı Tutsakları: 1988
- دونوش: 1988
- بياض أولوم: 1983

## الجوائز
- 2000 - مهرجان أنطاليا السينمائي الذهبي البرتقالي السابع والثلاثون - أفضل ممثل مساعد - فيل وعشب
- 1996 - مهرجان أنقرة السينمائي الدولي الثامن - أفضل ممثل مساعد - رجل في الشارع
- 1996 - جائزة سياد السينما التركية الثامنة عشر - أفضل ممثل مساعد - رجل في الشارع

## روابط خارجية
https://youtu.be/rB37vlQcsQo
- Ali Sürmeli web sitesi
- IMDb'de Ali Sürmeli
- Sinema Türk'te Ali Sürmeli